# Застава Руанде
Застава Руанде је прихваћена 25. октобра 2001. Застава је хоризонтална тробојка плаве, жуте и зелене боје. У горњем левом углу налази се симболички представљено Сунце у другој нијанси жуте боје.
Бивша застава је промењена јер је подсећала на Руандски геноцид.